# Enaliarctos
Enaliarctos és un gènere extint de mamífers pinnípedes de la família dels enaliàrctids que inclou les cinc espècies de pinnipedimorfs més antics coneguts. Els seus fòssils han estat trobats a Califòrnia i Oregon, i daten de l'Oligocè superior i el Miocè inferior (ca. 22-24 milions d'anys enrere).
Les espècies d'Enaliarctos tenien dents com els carnívors típics, dents carnissers en les mandíbules inferior i superior. L'otàrid més antic conegut és Pithanotaria, trobat en diverses localitats de Califòrnia, amb una antiguitat d'11 milions d'anys. Com el llop marí de les Galápagos, tenien una dentadura uniforme amb dents laterals multicuspidades, amb processos ossis al costat de les conques dels ulls, i sense diferències entre sexes (dimorfisme sexual).